# Katharina von Künßberg
Katharina Freifrau von Künßberg, geb. Samson (* 5. Mai 1883 in Cottbus; † 27. Oktober 1977 in Heidelberg) war eine deutsche Zoologin und Gründungsmitglied des Deutschen Frauenrings.

## Leben
Katharina Samson war die Tochter des Textilfabrikanten Gustav Samson und der Anna Goldschmidt. Sie absolvierte im Jahr 1902 ihr Abitur in Breslau. Sie studierte Zoologie, Botanik, Geologie und Philosophie und promovierte im Jahr 1908. Sie war Schülerin von Franz Eilhard Schulze. 1909 wurde sie Privatassistentin ohne Bezüge an der Universität München. Sie wechselte ein Jahr später an das Institut für Infektionskrankheiten in Berlin. Im Jahr 1910 heiratete sie den Rechtshistoriker Eberhard Freiherr von Künßberg, mit dem sie in Heidelberg lebte. Ab 1933 war sie als Jüdin in Deutschland gefährdet. Eberhard von Künßberg verstarb im Mai 1941 an den Folgen einer Magenoperation. Im Jahr 1942 sollte sie deportiert werden, was durch den Dekan der Juristischen Fakultät Heidelberg Eugen Ulmer verhindert werden konnte. Später wurde sie von ihrer Haushälterin Marie Geiser versteckt. Die fünf Kinder des Ehepaares von Künßberg verließen Deutschland während des Dritten Reiches und emigrierten nach England. 1946 folgte von Künßberg ihren Kindern, um ein Jahr später wieder nach Heidelberg zurückzukehren. Im Jahr 1947 wurde sie Gründungsmitglied des Deutschen Frauenrings sowie Gründerin und Vorsitzende des Heidelberger Deutsch-Amerikanischen Frauenclubs.

## Ehrung
Im November 2020 wurde Katharina von Künßberg Namenspatin eines Platzes „Katharina von Künßberg Platz“ im Hospital Quartier in Heidelberg-Rohrbach.